# Quest (azienda)
Quest è stata un'azienda giapponese di videogiochi. Fondata nel 1988 con il nome Bothtec, è celebre per la serie di videogiochi RPG Ogre Battle. Nel 2002 la società è stata acquisita da Square.
Tra i videogiochi prodotti da Quest figurano Conquest of the Crystal Palace e Magical Chase.